# Regionalne Muzeum Etnograficzne w Górze Kalwarii
Regionalne Muzeum Etnograficzne w Górze Kalwarii – prywatne muzeum z siedzibą w Górze Kalwarii. Placówka jest prywatną inicjatywą Bożeny i Wojciecha Prus-Wiśniowskich – członków Towarzystwa Miłośników Góry Kalwarii i Czerska.

## Charakterystyka
Placówka powstała w 1989 roku. Jej siedzibą jest prywatny budynek, mieszczący się na tzw. „Syjonie” – wzniesieniu, na którym niegdyś stały dominikańskie zabudowania klasztorne. W skład ekspozycji wchodzą m.in. liczne kopie dokumentów, dotyczących historii miasta, militaria pochodzące z okresu II Rzeczypospolitej oraz powojennego, wytwory lokalnego rzemiosła, stroje: ludowe oraz zakonne (dominikańskie i franciszkańskie) oraz wystawa przyrodnicza (muszle, owady, gady oraz ssaki).
W ramach wystawy plenerowej eksponowane są wyroby rzemiosła z XIX i XX wieku oraz głazy narzutowe, przywiezione z różnych stron Polski oraz z zagranicy.
Zwiedzanie muzeum odbywa się po uzgodnieniu z właścicielami.